# Karolina Kozakova
Karolina Kozakova (* 12. April 2005) ist eine Schweizer Tennisspielerin.

## Karriere
Kozakova begann mit vier Jahren mit dem Tennisspielen. Sie tritt vor allem auf Turnieren der ITF Women’s World Tennis Tour an, auf denen sie bisher zwei Einzeltitel gewinnen konnte.
2018 konnte sie bereits erste Erfolge in der Altersklasse U14 feiern, unter anderem einen dritten Platz bei den U14-Hallenmeisterschaften.
2019 stand Kozakova im Final der U14-Hallenmeisterschaften und konnte in Maribor ihren ersten internationalen Turniersieg bei den U16 feiern.
2021 wurde sie Schweizer Meisterin der U16.
2024 gewann sie im März ihr erstes ITF-Turnier im Einzel in Monastir.

## Turniersiege

### Einzel
| Nr. | Datum             | Turnier  | Kategorie | Belag     | Finalgegnerin          | Ergebnis       |
| --- | ----------------- | -------- | --------- | --------- | ---------------------- | -------------- |
| 1.  | 3. März 2024      | Monastir | ITF W15   | Hartplatz | Eliessa Vanlangendonck | 6:4, 6:1       |
| 2.  | 8. September 2024 | Haren    | ITF W15   | Sand      | Marie Vogt             | 7:67, 4:6, 7:5 |

## Persönliches
Karolina Kozakova ist die Tochter von Jana Kozakova, die selbst mehrmalige tschechische Meisterin war und als beste Weltranglistenposition Rang 361 erreichen konnte. Sie lebt mit ihren Eltern in Uzwil, wo diese auch eine Tennisschule betreiben.